# John Wick: Chapter 4
John Wick: Chapter 4 (també coneguda com John Wick 4 o JW4) és una pel·lícula d'acció neo-noir estatunidenca que és la seqüela de John Wick: Chapter 3 - Parabellum de 2019, així com la quarta part de la saga de pel·lícules de John Wick. Dirigida per Chad Stahelski, amb un guió coescrit per Shay Hatten i Michael Finch, i basada en els personatges creats per Derek Kolstad, està produïda per Stahelski, Basil Iwanyk i Erica Lee. Protagonitzada per Keanu Reeves, que torna com a personatge principal. El rodatge va tenir lloc a Berlín, París, Osaka i Nova York de juny a octubre de 2021. S'ha doblat i subtitulat al català.
El film és produït per Thunder Road Pictures i 87Eleven Entertainment i va ser distribuït per Lionsgate als Estats Units el 24 de març de 2023. Originalment prevista a estrenar-se el 21 de maig de 2021, l'estrena va endarrerir per mor de la pandèmia del COVID-19 i en part pels compromisos de Reeves amb The Matrix Resurrections.